# Port lotniczy Ouanary
Port lotniczy Ouanary – port lotniczy Gujany Francuskiej, zlokalizowany w miejscowości Ouanary.